# Lutte contact
Cet article concerne un sport de combat. Pour d'autres sports de nom similaire, voir Lutte (homonymie).
La lutte contact est un sport de combat français, synthèse de boxe pieds-poings et de lutte, pouvant ressembler à de la boxe thaïlandaise et à du judo.
Il a été créé au début des années 1990 par Christian et Michèle Ribert, d'anciens pratiquants de  Shorinji Kempo à Orléans.
La Lutte contact s'est fait connaître dans le monde des arts martiaux et des sports de combat par le Golden Trophy : compétition de combat libre ouverte à tous les styles, à partir de 1994 en France.
L'Union française de lutte contact regroupe aujourd'hui une quarantaine de clubs et est affiliée à la Fédération française de sports de contact et disciplines associées.
Le directeur technique national est André Panza.

## Règles générales
La Lutte Contact permet les techniques de :
- frappe des pieds, des poings et des genoux
- saisies et projections
- soumissions au sol (clés de bras, clés de jambes, étranglements)

Les coups suivants sont interdits :
- coup de genoux à la tête
- coup de coudes
- coup de tête
- frappes au sol
- tout coup mettant en danger l’intégrité physique des combattants

## Compétition
La Lutte Contact se pratique avec un kimono sans manches pour faciliter les percussions.
On distingue la formule national amateur et les combats élite, le premier se pratiquant avec casque et protège tibia tandis que le second s’exerce sans casque sur plusieurs rounds et sous forme de tournoi.